# 溶融亜鉛めっき

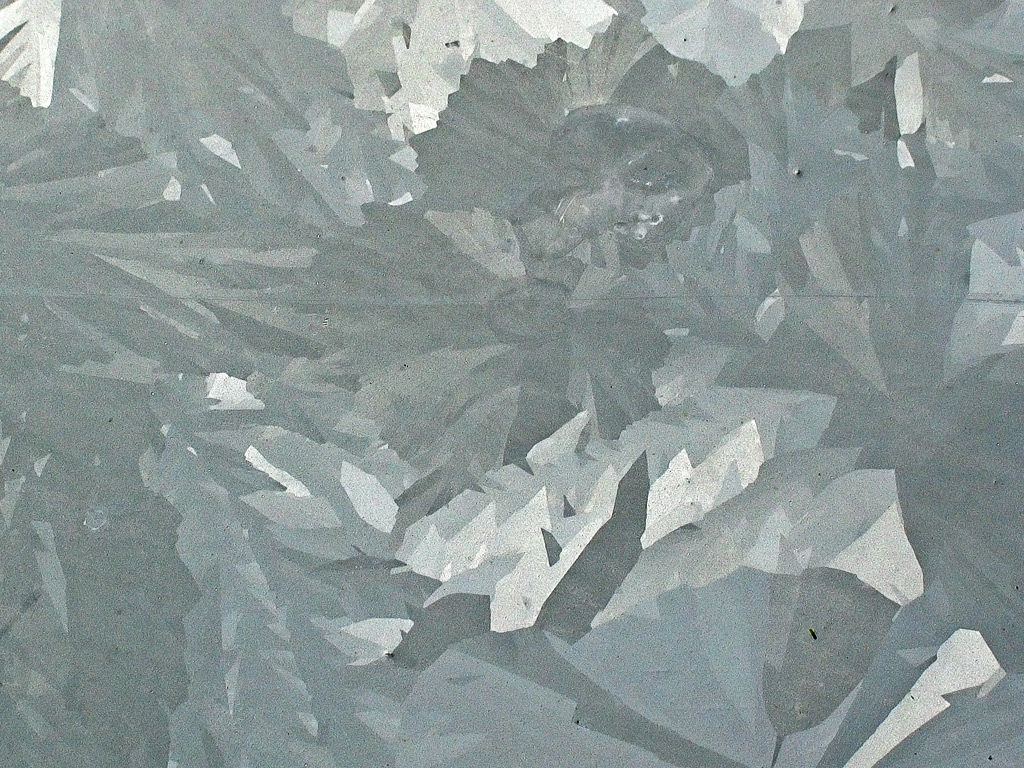
溶融亜鉛めっき鋼材表面の斑模様

溶融亜鉛めっき（ようゆうあえんめっき："hot dip galvanizing"）とは、鋼材の防錆処理の一種である。現場では正式名称はあまり使われず、めっき槽に浸ける様子から、俗にドブづけやテンプラなどと呼ばれるのが一般的である。

## 概要
鋼材の表面に亜鉛の合金層を形成することで、亜鉛の犠牲的防食作用により、鋼材の腐食を抑制する。
屋外に設置される鋼構造物の防食処理として広く採用されており、身近なものとしては送電用鉄塔などが挙げられる。
環境条件が良好であれば数十年に渡る防食効果が期待できる一方、重工業地帯や海浜地区などでは、寿命は著しく短くなるといわれている。

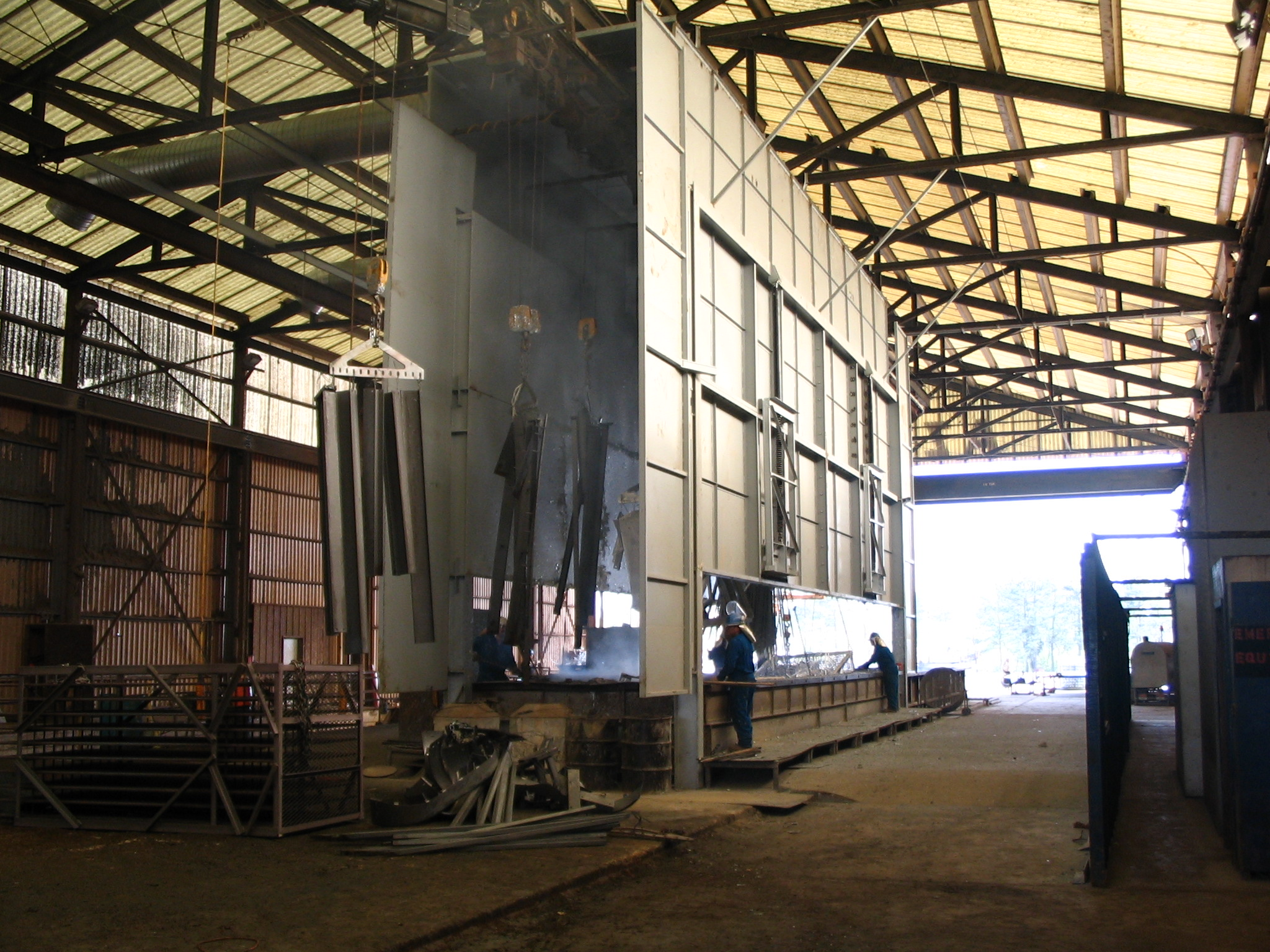
液体亜鉛槽とフード(亜鉛蒸気覆い)
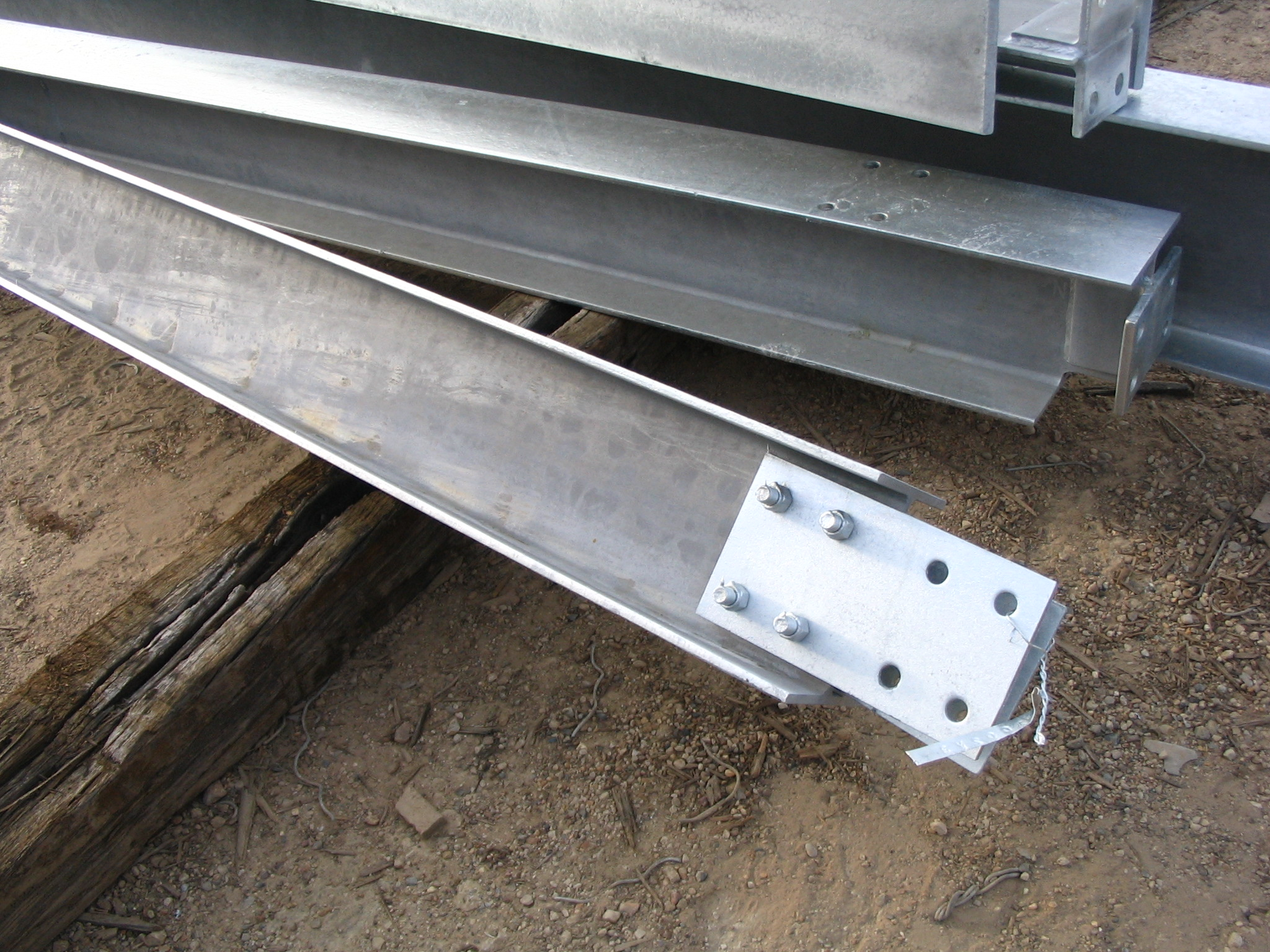
溶融亜鉛メッキされたI型鋼
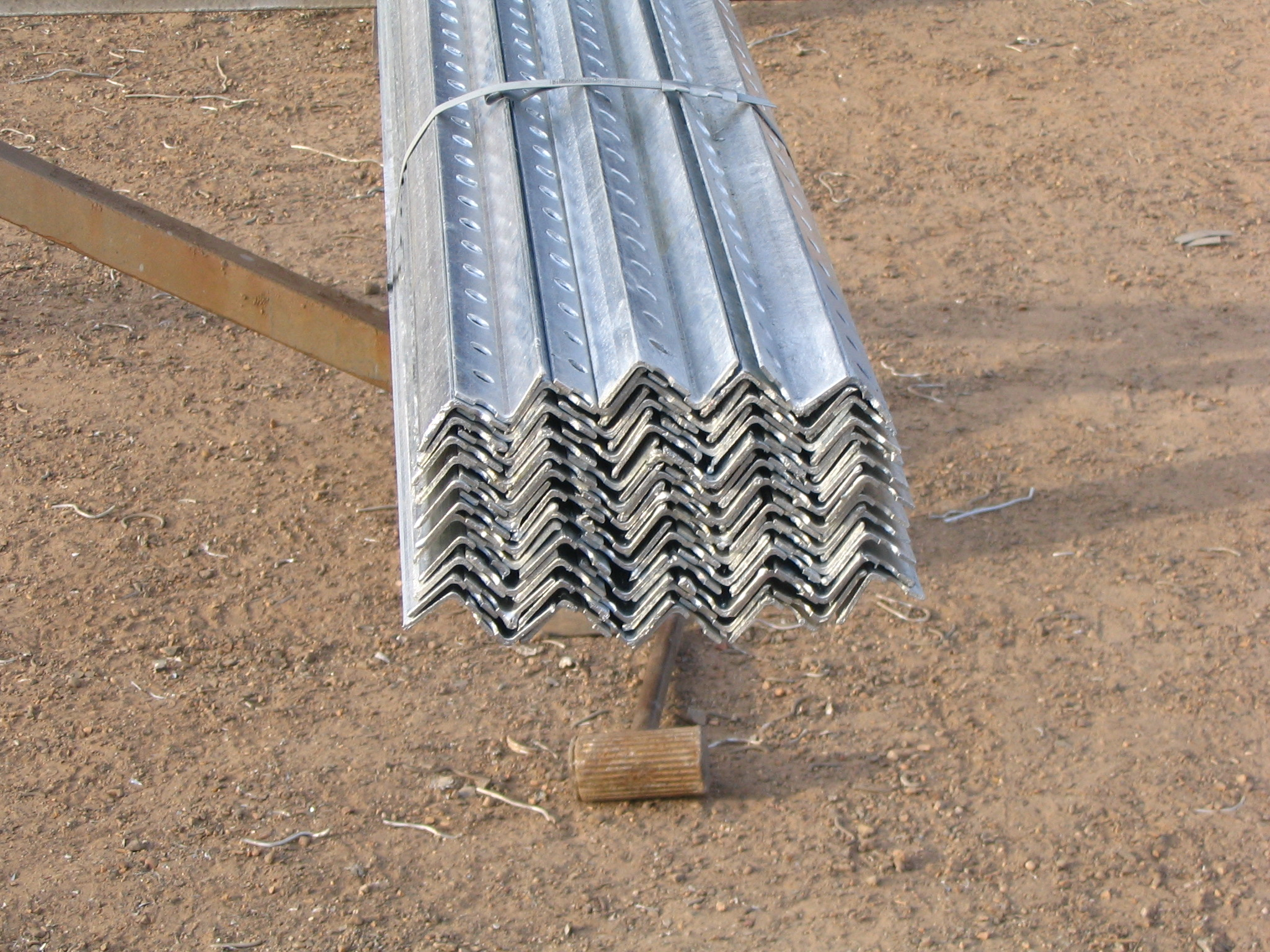
溶融亜鉛メッキされたアングル鋼
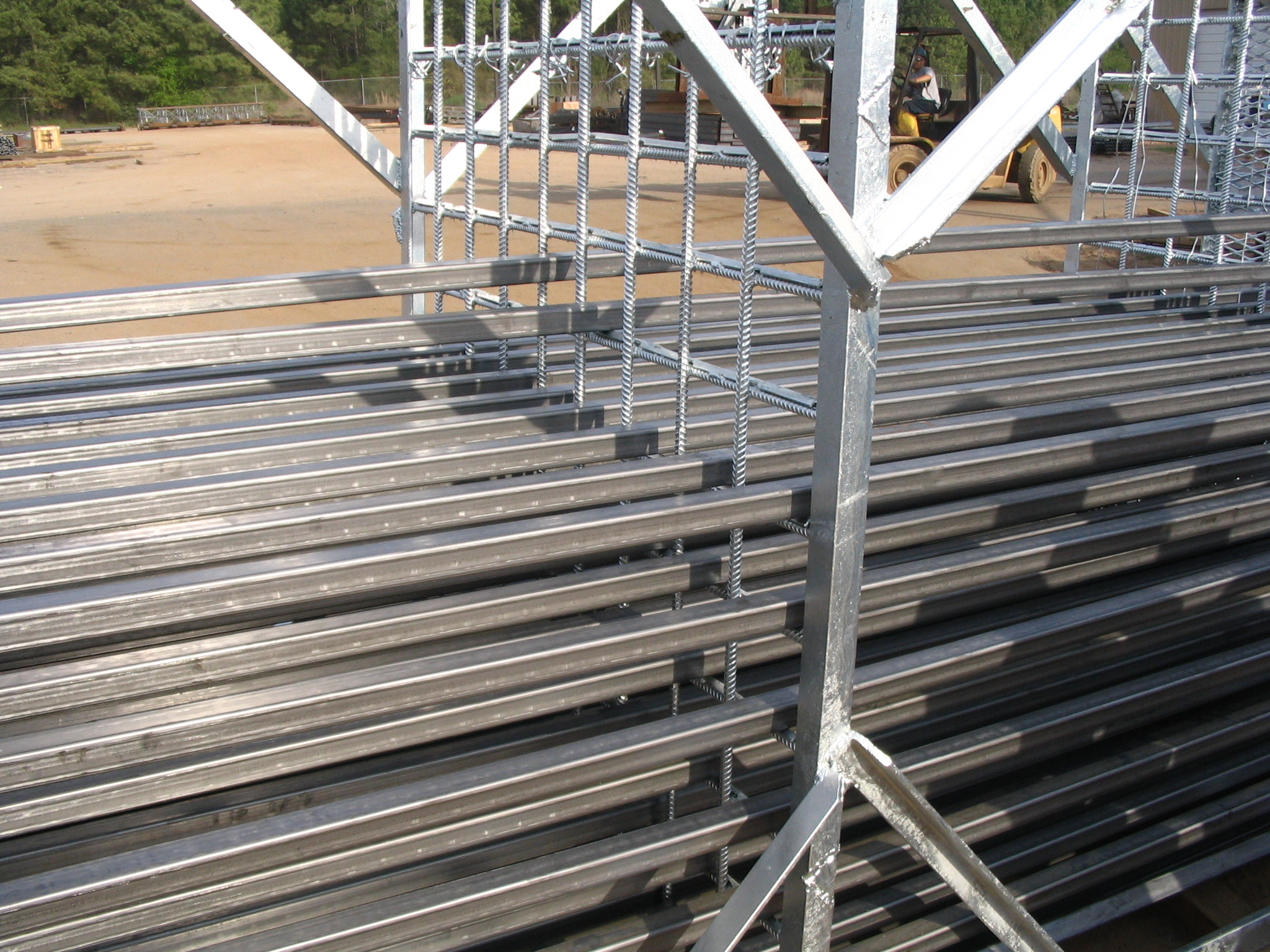
籠治具に治具にセットされた溶融鍍金前の製品

## 色
めっきされた当初は亜鉛の光沢色が見られるが、風雨に晒されると、酸化被膜ができて白くなる。

## 規格
溶融亜鉛めっきの作業工程は、JIS H8641によって以下のように定められている。
1. 鋼材表面の脱脂（10%アルカリ溶液槽）
2. 酸洗（7 - 10 %硫酸溶液槽）
3. フラックス（飽和塩化亜鉛アンモニウム溶液槽）
4. めっき（440 - 460 ℃液体亜鉛槽）
5. 冷却（温水槽もしくは空冷）

めっきされた鋼材表面には、亜鉛の結晶化による斑模様（spangle）が現れるのが特徴である 。